# Liliom (film, 1930)
Pour les articles homonymes, voir Liliom.
Pour plus de détails, voir Fiche technique et Distribution.
Liliom (id) est un film américain en noir et blanc réalisé par Frank Borzage, sorti en 1930.

## Fiche technique
- Titre original : Liliom
- Réalisation : Frank Borzage
- Scénario et dialogues : S.N. Behrman et Sonya Levien, d'après la pièce de théâtre éponyme de Ferenc Molnár
- Photographie : Chester A. Lyons
- Musique : Richard Fall
- Décors : Harry Oliver
- Costumes : Sophie Wachner
- Montage : Margaret Clancey
- Production : Frank Borzage, pour la Fox Film Corporation
- Société de distribution : Fox Film
- Genre : Drame romanesque
- Format : noir et blanc
- Durée : 90 minutes
- Dates de sortie :
  - États-Unis : 5 octobre 1930
  - France : 27 avril 1934

## Distribution
- Charles Farrell : Liliom
- Rose Hobart : Julie
- Estelle Taylor : Mme Muskat
- H. B. Warner : le magistrat suprême
- Lee Tracy : Buzzard
- Walter Abel : le menuisier
- Mildred Van Dorn : Marie
- Lillian Elliott : Tante Hulda
- Guinn Williams : Hollinger
- Anne Shirley : Louise (créditée Dawn O'Day)
- Bert Roach : Wolf
- James A. Marcus : Linzman
- Gino Conti : le gardien
- Martha Mattox : la gouvernante

## Historique
Ce film, première adaptation parlante de la pièce éponyme de Ferenc Molnár, est bien moins connu que celui réalisé par Fritz Lang en 1934, sous le même titre (voir l'article consacré à ce dernier pour le synopsis). Il est tout aussi peu connu au sein de la filmographie de Frank Borzage, contrairement à L'Adieu aux armes de 1932 ou à La Tempête qui tue de 1940, entre autres.